# 酒ひとり
「酒 ひとり」（さけひとり）は、1998年9月22日に発売された五木ひろしのシングル。

## 解説
本楽曲は、同年末『第49回NHK紅白歌合戦』の白組トリで歌唱された。

## 収録
1. 酒 ひとり（4分42秒）
作詞：土田有紀／作曲：岡千秋／編曲：池多孝春
2. 浮き雲（4分59秒）
作詞：荒木とよひさ／作曲：幸耕平／編曲：若草恵